# Erin & Aaron
Erin y Aaron es una serie de televisión estadounidense de comedia creada por Dicky Murphy. La serie está protagonizada por Ava Ro, Jensen Gering, Pyper Braun, David S. Jung y Larisa Oleynik. Su estreno fue el 20 de abril de 2023 en Estados Unidos y el 3 de noviembre de 2023 en Netflix internacionalmente.

## Trama
Ambientada en Asbury Park, los hermanastros adolescentes con nombres que suenan similares, Erin y Aaron, se ven obligados a aprender a vivir juntos cuando el padre de Erin, Chuck, se casa con la madre de Aaron, Sylvia. Aaron tiene una hermana pequeña llamada Natasha. Por otro lado, Erin creció como hija única y tiene problemas para compartir, lo que provoca fricciones entre ella y su nuevo hermanastro. Mientras que Erin tiene una voluntad fuerte e impulsiva, Aaron es tranquilo y sensible. A pesar de sus diferencias, los hermanastros comparten una pasión por la música. Comienzan a escribir y tocar música juntos, lo que los ayuda a superar los desafíos de convertirse en una familia mixta.

## Personajes

### Personajes principales
- Ava Ro como Erin Park: Hermanastra de Aaron que toca la guitarra. Ella tiene una veta salvaje y no tiene miedo de decir lo que piensa.
- Jensen Gering como Aaron Williams: Hermanastro de Erin que toca el piano. Es sensible, trabajador y quiere convertirse en una estrella del pop.
- Pyper Braun como Natasha Williams: Hermana menor de Aaron y la hermanastra menor de Erin. Ella es físicamente fuerte y bastante manipuladora.
- David S. Jung como Chuck Park: Padre de Erin y el padrastro de Aaron.
- Larisa Oleynik como Sylvia Williams-Park: Madre de Aaron y la madrastra de Erin.

### Personajes secundarios
- Celia Mendez como Vivian: La mejor amiga de Erin que está enamorada de Aaron.
- Luca Diaz como Hunter: El vecino de al lado de Erin y Aaron que está enamorado de Erin.

## Producción
El 8 de abril de 2020, se anunció que Nickelodeon ordenó un piloto para Erin and Aaron, una serie de televisión de comedia musical entre hermanos creada por Dicky Murphy. Murphy, Sean Cunningham y Marc Dworkin actúan como productores ejecutivos. El 4 de marzo de 2023, se anunció que Larisa Oleynik como Sylvia, David S. Jung como Chuck y Pyper Braun como Natasha se unirían a Ava Ro como Erin y Jensen Gering como Aaron en el elenco principal, y que el programa se estrenaría el 20 de abril de 2023.
La primera temporada de la serie estuvo compuesta de un total de 13 episodios los cuales finalizaron su emisión el 29 de junio de 2023. El 8 de mayo de 2023 se anunció que la serie llegaría a Netflix en algún momento del otoño de 2023, siendo añadida al catálogo el 3 de noviembre de 2023. El 22 de marzo de 2024, se confirmó la cancelación de la serie tras una temporada.

## Episodios
| N.º  | Título                                               | Estreno original    | Estreno en Latinoamérica         | Estreno en España                | Cod. de Prod. | Audiencia (millones) |
| ---- | ---------------------------------------------------- | ------------------- | -------------------------------- | -------------------------------- | ------------- | -------------------- |
| 1    | «Somos una familia» «We Are Family»                  | 20 de abril de 2023 | 3 de noviembre de 2023 (Netflix) | 3 de noviembre de 2023 (Netflix) | 101           | 0.11                 |
| 2    | «El piano» «Piano Man»                               | 20 de abril de 2023 | 3 de noviembre de 2023 (Netflix) | 3 de noviembre de 2023 (Netflix) | 102           | 0.11                 |
| 3    | «Música para sushi» «Music for a Sushi Restaurant»   | 27 de abril de 2023 | 3 de noviembre de 2023 (Netflix) | 3 de noviembre de 2023 (Netflix) | 103           | 0.16                 |
| 4    | «Mi corazón se rompió» «Un-break My Heart»           | 4 de mayo de 2023   | 3 de noviembre de 2023 (Netflix) | 3 de noviembre de 2023 (Netflix) | 104           | 0.10                 |
| 5    | «Cuidar a Natasha» «Somebody's Watching Me»          | 11 de mayo de 2023  | 3 de noviembre de 2023 (Netflix) | 3 de noviembre de 2023 (Netflix) | 105           | N/A                  |
| 6    | «El himno nacional» «Born in the U.S.A.»             | 18 de mayo de 2023  | 3 de noviembre de 2023 (Netflix) | 3 de noviembre de 2023 (Netflix) | 106           | 0.13                 |
| 7    | «¿Te gusta el country?» «Gone Country»               | 25 de mayo de 2023  | 3 de noviembre de 2023 (Netflix) | 3 de noviembre de 2023 (Netflix) | 107           | 0.16                 |
| 8    | «Ser tú mismo» «Lose Yourself»                       | 1 de junio de 2023  | 3 de noviembre de 2023 (Netflix) | 3 de noviembre de 2023 (Netflix) | 108           | 0.11                 |
| 9    | «Las queremos de vuelta» «I Want You Back»           | 8 de junio de 2023  | 3 de noviembre de 2023 (Netflix) | 3 de noviembre de 2023 (Netflix) | 109           | 0.10                 |
| 10   | «Foto familiar» «Pictures of You»                    | 15 de junio de 2023 | 3 de noviembre de 2023 (Netflix) | 3 de noviembre de 2023 (Netflix) | 110           | 0.12                 |
| 11   | «Problemas románticos» «Bad Romance»                 | 22 de junio de 2023 | 3 de noviembre de 2023 (Netflix) | 3 de noviembre de 2023 (Netflix) | 111           | 0.10                 |
| 1213 | «¿Me voy o me quedo?» «Should I Stay or Should I Go» | 29 de junio de 2023 | 3 de noviembre de 2023 (Netflix) | 3 de noviembre de 2023 (Netflix) | 112113        | 0.09                 |